# Le Vésinet
Le Vésinet är en kommun i departementet Yvelines i regionen Île-de-France i norra Frankrike. Kommunen ligger i kantonen Le Vésinet som tillhör arrondissementet Saint-Germain-en-Laye. År 2022 hade Le Vésinet 15 712 invånare.

## Befolkningsutveckling
Antalet invånare i kommunen Le Vésinet
| Referens: INSEE |